# البشير حمزة
البشير حمزة ولد في المهدية سنة 1923 وتوفي في تونس في فبراير2006 ودفن بمقبرة برج الرأس بمسقط رأسه. هو أحد أعلام الطب التونسيين في العهد المعاصر، يعتبر أبا اختصاص طب الأطفال في تونس.

## مسار طبيب
- درس بكلية الطب بباريس، ومنها تخرج سنة 1951، وكان أول تونسي يشتغل بمستشفى شارل نيكول وارتقى بعد بعد الاستقلال (1956) ليتولى على التوالي رئاسة قسم طب الأطفال بنفس المستشفى سنة 1960، ثم أسندت إليه إدارة المعهد القومي لصحة الطفل الذي يسمى حاليا بمستشفى الأطفال بباب سعدون-تونس لفترة تفوق العشرين سنة 1964 و1985.
- عمل أستاذا بكلية الطب بتونس منذ سنة 1976 إلى أن أحيل على التقاعد. وفي سنة 1995 سمي على رأس اللجنة الوطنية للأخلاقيات الطبية.

## في الجمعيات
- شارك البشير حمزة وهو طالب في الأنشطة الطالبية التي كان يقوم بها طلبة المغرب العربي بالعاصمة الفرنسية حتى انتخب رئيسا لجمعية طلبة شمال أفريقيا المسلمين في الأربعينات. وواصل بعد تخرجه النشاط الجمعياتي حيث تولى سنة 1955 خطة نائب رئيس النقابة القومية للأطباء التونسيين.

## تكريم
- حصل على العديد من الميداليات والأوسمة والجوائز الوطنية والدولية من أهمها: الميدالية الدولية لصحة الطفل التي أسندتها له في ماي/أيار 1983 منظمة الصحة العالمية. وميدالية مجلس الوزراء العرب للصحة في مارس/آذار 1990.
- انتخب عضوا في الأكاديمية الوطنية للطب بفرنسا.